# جيمس جيفرسون
جيمس جيفرسون (بالإنجليزية: James Jefferson)‏ هو لاعب كرة القدم الكندية أمريكي، ولد في 18 نوفمبر 1963 في بورتسموث في الولايات المتحدة.

## وصلات خارجية
- جيمس جيفرسون على موقع مرجع كرة القدم المحترفة.كوم (الإنجليزية)